# 东斯泰灵韦夫
东斯泰灵韦夫（荷蘭語：Ooststellingwerf）是荷蘭的一個城市和市镇，位於荷蘭北部，在行政區劃上屬於弗里斯兰省。該地雖然屬於弗里斯兰，但不使用弗里斯语，而使用荷蘭語。

## 外部連結
- 维基共享资源上的相關多媒體資源：东斯泰灵韦夫
- Official website（页面存档备份，存于）